# Port lotniczy Santiago Perez Quiroz
Port lotniczy Santiago Pérez Quiroz (IATA: AUC, ICAO: SKUC) – port lotniczy położony w Arauca, w departamencie Arauca, w Kolumbii.